# Премія BAFTA за найкращий адаптований сценарій
Премія BAFTA за найкращий адаптований сценарій вручається з 1983 року, коли категорію «За найкращий сценарій» було розділено на дві нагороди; «За адаптований сценарій» та «За оригінальний сценарій».

## Номінанти і лавреати

### 1980-ті
| Рік                           | Фільм                                    | Сценарист                                                      | Адаптація твору |
| ----------------------------- | ---------------------------------------- | -------------------------------------------------------------- | --------------- |
| 1983 37-а                     |                                          |                                                                |                 |
| Спека і пил                   | Рут Правер Джабвала                      | Спека і пил, Рут Правер Джабвала                               |                 |
| Зрада                         | Гарольд Пінтер                           | Зрада, Гарольд Пінтер                                          |                 |
| Виховання Рити                | Віллі Рассел                             | Виховання Рити, Віллі Рассел                                   |                 |
| Тутсі                         | Ларрі Гелбарт і Мюррей Шісгал            |                                                                |                 |
| 1984 38-а                     |                                          |                                                                |                 |
| Поля смерті                   | Брюс Робінсон                            | Життєвий досвід Діта Прана та Сідні Шанберга .                 |                 |
| Інша країна                   | Джуліан Мітчелл                          | Інша країна, Джуліан Мітчелл                                   |                 |
| Костюмер                      | Рональд Гарвуд                           | Костюмер, Рональд Гарвуд                                       |                 |
| Париж, Техас                  | Сем Шепард                               | Париж, Техас, Кіт Карсон                                       |                 |
| 1985 39-а                     |                                          |                                                                |                 |
| Честь родини Прицці           | Річард Кондон та Джанет Роуч             | Честь родини Прицці, Річард Кондон                             |                 |
| Амадей                        | Пітер Шеффер                             | Амадей, Пітер Шеффер                                           |                 |
| Поїздка до Індії              | Девід Лін                                | Поїздка до Індії, Едвард Морган Форстер                        |                 |
| Розстріляна партія            | Джуліан Бонд                             | Розстріляна партія, Елізабет Колгейт                           |                 |
| 1986 40-а                     |                                          |                                                                |                 |
| З Африки                      | Курт Лудтке                              | З Африки, Карен Бліксен                                        |                 |
| Діти меншого бога             | Геспер Андерсон і Марк Медофф            | Діти меншого бога, Марк Медофф                                 |                 |
| Барва пурпурова               | Менно Мейєс                              | Барва пурпурова, Еліс Вокер                                    |                 |
| Ран                           | Масато Іде, Куросава Акіра і Хідео Огуні | Легенди про даймьо Морі Мотонарі, а також Король Лір Шекспіра. |                 |
| Кімната з видом               | Рут Правер Джабвала                      | Кімната з видом, Едвард Морган Форстер                         |                 |
| 1987 41-а                     |                                          |                                                                |                 |
| Жан де Флоретт                | Клод Беррі та Жерар Браш                 | Вода з пагорбів, Марсель Паньоль                               |                 |
| Черінг Крос Роуд, 84          | Г'ю Вайтмор                              | Черінг Крос Роуд, 84, Джеймс Руз-Еванс                         |                 |
| Крихітка Дорріт               | Крістін Едзард                           | Крихітка Дорріт, Чарлз Дікенс                                  |                 |
| Нашорошіть вуха               | Алан Беннетт                             | Нашорошіть вуха, Джон Лар                                      |                 |
| 1988 42-а                     |                                          |                                                                |                 |
| Нестерпна легкість буття      | Жан-Клод Карр'єр та Філіп Кауфман        | Нестерпна легкість буття, Мілан Кундера                        |                 |
| Бенкет Бабетти                | Габріель Аксель                          | Бенкет Бабетти, Карен Бліксен                                  |                 |
| Імперія Сонця                 | Том Стоппард                             | Імперія Сонця, Джеймс Баллард                                  |                 |
| Хто підставив кролика Роджера | Джефрі Прайс, Пітер С. Сімен             | Хто цензурував Кролика Роджера?, Гері Вулф                     |                 |
| 1989 43-а                     |                                          |                                                                |                 |
| Небезпечні зв'язки            | Крістофер Гемптон                        | Небезпечні зв'язки, Крістофер Гемптон                          |                 |
| Турист мимоволі               | Френк Галаті та Лоуренс Кездан           | Випадковий турист, Енн Тайлер                                  |                 |
| Моя ліва нога                 | Шейн Коннотон та Джим Шерідан            | Моя ліва нога, Крісті Браун                                    |                 |
| Ширлі Валентайн               | Віллі Рассел                             | Ширлі Валентайн, Віллі Рассел                                  |                 |

### 1990-ті
| Рік                                 | Фільм                                                                              | Сценарист                                                                           | Адаптація твору |
| ----------------------------------- | ---------------------------------------------------------------------------------- | ----------------------------------------------------------------------------------- | --------------- |
| 1990 44-а                           |                                                                                    |                                                                                     |                 |
| Славні хлопці                       | Ніколас Піледжі та Мартін Скорсезе                                                 | Wiseguy, Ніколас Піледжі                                                            |                 |
| Народжений четвертого липня         | Рон Ковіч та Олівер Стоун                                                          | Народжений четвертого липня, Рон Ковіч                                              |                 |
| Водій міс Дейзі                     | Альфред Урі                                                                        | Водій міс Дейзі, Альфред Урі                                                        |                 |
| Листівки з краю                     | Керрі Фішер                                                                        | Листівки з краю, Керрі Фішер                                                        |                 |
| Війна подружжя Роуз                 | Майкл Джон Лісон                                                                   | Війна троянд, Воррен Адлер                                                          |                 |
| 1991 45-а                           |                                                                                    |                                                                                     |                 |
| Зобов'язання                        | Дік Клемент, Родді Дойл та Ян Ла Френе                                             | Зобов'язання, Родді Дойл                                                            |                 |
| Сірано де Бержерак                  | Жан-Клод Карр'єр та Жан-Поль Раппно                                                | Сірано де Бержерак, Едмон Ростан                                                    |                 |
| Той, що танцює з вовками            | Майкл Блейк                                                                        | Той, що танцює з вовками, Майкл Блейк                                               |                 |
| Мовчання ягнят                      | Тед Таллі                                                                          | Мовчання ягнят, Томас Гарріс                                                        |                 |
| 1992 46-а                           |                                                                                    |                                                                                     |                 |
| Гравець                             | Майкл Толкін                                                                       | Гравець, Майкл Толкін                                                               |                 |
| Маєток Говардс Енд                  | Рут Правер Джабвала                                                                | Говардс Енд, Едвард Морган Форстер                                                  |                 |
| Джон Ф. Кеннеді. Постріли в Далласі | Закарі Склар та Олівер Стоун                                                       | На слідах убивць, Джим Гаррісон Crossfire: The Plot That Killed Kennedy, Джим Маррс |                 |
| Тільки в танцювальній залі          | Баз Лурманн та Крейг Пірс                                                          | Тільки в танцювальній залі, Баз Лурман                                              |                 |
| 1993 47-а                           |                                                                                    |                                                                                     |                 |
| Список Шиндлера                     | Стівен Заіллян                                                                     | Список Шиндлера, Томас Кініллі                                                      |                 |
| В ім'я батька                       | Террі Джордж та Джим Шерідан                                                       | Proved Innocent: The Story of Gerry Conlon of the Guildford Four, Джеррі Конлон     |                 |
| Наприкінці дня                      | Рут Правер Джабвала                                                                | Залишок дня, Ішіґуро Кадзуо                                                         |                 |
| Країна тіней                        | Вільям Ніколсон                                                                    | Країна тіней, Вільям Ніколсон                                                       |                 |
| Запах жінки                         | Бо Голдман                                                                         | Il buio e il miele by Джованні Арпіно                                               |                 |
| 1994 48-а                           |                                                                                    |                                                                                     |                 |
| Вікторина                           | Пол Атаназіо                                                                       | Згадуючи Америку by Річард Гудвін                                                   |                 |
| Версія Браунінга                    | Рональд Гарвуд                                                                     | Версія Браунінга by Теренс Реттіген                                                 |                 |
| Форрест Ґамп                        | Ерік Рот                                                                           | Форрест Гамп by Вінстон Грум                                                        |                 |
| Клуб радості та удачі               | Рональд Басс та Емі Тан                                                            | Клуб радості та удачі by Емі Тан                                                    |                 |
| Три кольори: Червоний               | Кшиштоф Кесльовський та Кшиштоф Пєсевич                                            |                                                                                     |                 |
| 1995 49-а                           |                                                                                    |                                                                                     |                 |
| На голці                            | Джон Ходж                                                                          | Трейнспоттінґ by Ірвін Велш                                                         |                 |
| Бейб                                | Джордж Міллер, Кріс Нунан                                                          | Вівця-Свиня by Дік Кінг-Сміт                                                        |                 |
| Покидаючи Лас-Вегас                 | Майк Фіггіс                                                                        | Покидаючи Лас-Вегас by Джон О'Браєн                                                 |                 |
| Божевілля короля Георга             | Алан Беннетт                                                                       | Божевілля Георга III by Алан Беннетт                                                |                 |
| Поштар                              | Анна Павіньяно, Майкл Редфорд, Фуріо Скарпеллі, Джакомо Скарпеллі і Массімо Троїзі | Палке терпіння by Антоніо Скармета                                                  |                 |
| Розум і почуття                     | Емма Томпсон                                                                       | Чуття і чуттєвість by Джейн Остін                                                   |                 |
| 1996 50-а                           |                                                                                    |                                                                                     |                 |
| Англійський пацієнт                 | Ентоні Мінгелла                                                                    | Англійський пацієнт by Майкл Ондатже                                                |                 |
| Горнило                             | Артур Міллер                                                                       | The Crucible by Артур Міллер                                                        |                 |
| Евіта                               | Алан Паркер та Олівер Стоун                                                        | Евіта (мюзикл) by Ева Перон                                                         |                 |
| Річард III                          | Річард Лонкрейн та Ієн Маккеллен                                                   | Річард III (п'єса) by Вільям Шекспір                                                |                 |
| 1997 51-а                           |                                                                                    |                                                                                     |                 |
| Ромео+Джульєта                      | Баз Лурманн та Крейг Пірс                                                          | Ромео і Джульєтта by Вільям Шекспір                                                 |                 |
| Крижана буря                        | Джеймс Шамус                                                                       | Крижана буря by Рік Муді                                                            |                 |
| Таємниці Лос-Анджелеса              | Кертіс Генсон та Браян Гелгеланд                                                   | Таємниці Лос-Анджелеса by Джеймс Елрой                                              |                 |
| Крила голубки                       | Гусейн Аміні                                                                       | Крила голубки by Генрі Джеймс                                                       |                 |
| 1998 52-а                           |                                                                                    |                                                                                     |                 |
| Основні кольори                     | Елейн Мей                                                                          | Основні кольори: Політичний роман by Джо Кляйн                                      |                 |
| Гіларі і Джекі                      | Френк Коттрелл-Бойс                                                                | Геній у родині by Пірс та Гіларі дю Пре                                             |                 |
| Голосок                             | Марк Герман                                                                        | Зліт і падіння Голоска by Джим Картрайт                                             |                 |
| Хвіст крутить собакою               | Гіларі Генкін та Девід Мамет                                                       | Wag the Dog by Ларрі Бейнгарт                                                       |                 |
| 1999 53-а                           |                                                                                    |                                                                                     |                 |
| Кінець роману                       | Ніл Джордан                                                                        | Кінець роману by Ґрем Ґрін                                                          |                 |
| Схід — це Схід                      | Аюб Хан Дін                                                                        | Схід — це Схід by Аюб Хан Дін                                                       |                 |
| Ідеальний чоловік                   | Олівер Паркер                                                                      | Ідеальний чоловік by Оскар Вайлд                                                    |                 |
| Талановитий містер Ріплі            | Ентоні Мінгелла                                                                    | Талановитий містер Ріплі by Патриція Гайсміт                                        |                 |

### 2000-ті
| Рік                                  | Фільм                                                          | Сценарист                                                         | Адаптація твору |
| ------------------------------------ | -------------------------------------------------------------- | ----------------------------------------------------------------- | --------------- |
| 2000 54-а                            |                                                                |                                                                   |                 |
| Трафік                               | Стівен Геган                                                   | Трафік by Аластер Рейд                                            |                 |
| Шоколад                              | Роберт Нельсон Джейкобс                                        | Шоколад by Джоан Гарріс                                           |                 |
| Тигр підкрадається, дракон ховається | Джеймс Шамус, Ван Гуей-лін і Куо Чжун Цай                      | Тигр підкрадається, дракон ховається by Ван Дулу                  |                 |
| Фанатик                              | Джон К'юсак, Д. В. Де Вінсентіс, Стів Пінк і Скотт Розенберг   | High Fidelity by Нік Горнбі                                       |                 |
| Вундеркінди                          | Стів Кловз                                                     | Вундеркінди by Майкл Шейбон                                       |                 |
| 2001 55-а                            |                                                                |                                                                   |                 |
| Шрек                                 | Тед Елліотт, Террі Россіо, Роджер Шульман та Джо Стілман       | Шрек! by Вільям Стейг                                             |                 |
| Ігри розуму                          | Аківа Голдсман                                                 | Прекрасний розум by Сильвія Назар                                 |                 |
| Щоденник Бріджит Джонс               | Річард Кертіс, Ендрю Дейвіс та Гелен Філдінг                   | Щоденник Бріджит Джонс by Гелен Філдінг                           |                 |
| Айріс                                | Річард Ейр та Чарльз Вуд                                       | Елегія для Айріс by Джон Бейлі                                    |                 |
| Володар перснів: Братерство персня   | Філіппа Боєнс, Пітер Джексон та Френ Волш                      | Братство Персня by Д. Р. Р. Толкін                                |                 |
| 2002 56-а                            |                                                                |                                                                   |                 |
| Адаптація                            | Чарлі Кауфман і Дональд Кауфман                                | Викрадачка орхідей by Сьюзан Орлеан                               |                 |
| Мій хлопчик                          | Пітер Геджес, Кріс Вайц, and Пол Вайц                          | Мій хлопчик by Нік Горнбі                                         |                 |
| Впіймай мене, якщо зможеш            | Джефф Натансон                                                 | Впіймай мене, якщо зможеш by Френк Ебігнейл і Стен Реддінг        |                 |
| Години                               | Девід Гейр                                                     | Години by Майкл Каннінгем                                         |                 |
| Піаніст                              | Рональд Гарвуд                                                 | Піаніст by Владислав Шпільман                                     |                 |
| 2003 57-а                            |                                                                |                                                                   |                 |
| Володар перснів: Повернення короля   | Філіппа Боєнс, Пітер Джексон та Френ Волш                      | Повернення короля by Д. Р. Р. Толкін                              |                 |
| Велика риба                          | Джон Август                                                    | Велика риба: роман про міфічні пропорції by Деніел Воллес         |                 |
| Холодна гора                         | Ентоні Мінгелла                                                | Холодна гора by Чарльз Фрейзер                                    |                 |
| Дівчина з перлинною сережкою         | Олівія Гетрід                                                  | Дівчина з перловою сережкою by Трейсі Шевальє                     |                 |
| Таємнича річка                       | Браян Гелгеланд                                                | Містична річка (роман) by Денніс Лігейн                           |                 |
| 2004 58-а                            |                                                                |                                                                   |                 |
| На узбіччі                           | Александер Пейн and Джим Тейлор                                | На узбіччі by Рекс Пікетт                                         |                 |
| Хористи                              | Крістоф Барратьє та Філіп Лопес-Курваль                        | Клітка з солов'ями, Жан Древіль                                   |                 |
| Близькість                           | Патрік Марбер                                                  | Близькість by Патрік Марбер                                       |                 |
| Чарівна країна                       | Девід Магі                                                     | Людина, яка була Пітером Пеном by Аллан Ні                        |                 |
| Щоденники мотоцикліста               | Хосе Рівера                                                    | Щоденники мотоцикліста by Ернесто Че Гевара                       |                 |
| 2005 59-а                            |                                                                |                                                                   |                 |
| Горбата гора                         | Ларрі МакМертрі and Діана Осана                                | Горбата гора by Анні Пру                                          |                 |
| Капоте                               | Ден Футтерман                                                  | Капоте by Джеральд Кларк                                          |                 |
| Відданий садівник                    | Джеффрі Кейн                                                   | Відданий садівник by Джон Ле Карре                                |                 |
| Виправдана жорстокість               | Джош Олсон                                                     | Історія насильства (комікси) by Джон Вагнер and Вінс Локк         |                 |
| Гордість і упередження               | Дебора Моггач                                                  | Гордість і упередження by Джейн Остін                             |                 |
| 2006 60-а                            |                                                                |                                                                   |                 |
| Останній король Шотландії            | Джеремі Брок and Пітер Морган                                  | Останній король Шотландії by Джайлс Фоден                         |                 |
| Казино Рояль                         | Пол Хаггіс, Ніл Первіс і Роберт Вейд                           | Казино «Рояль» by Ян Флемінг                                      |                 |
| Відступники                          | Вільям Монаген                                                 | Пекельні справи by Алан Мак and Фелікс Чонг                       |                 |
| Диявол носить «Прада»                | Алін Брош Маккена                                              | Диявол носить «Прада» by Лорен Вайсбергер                         |                 |
| Скандальний щоденник                 | Патрік Марбер                                                  | Скандальний щоденник by Зої Геллер                                |                 |
| 2007 61-а                            |                                                                |                                                                   |                 |
| Скафандр і метелик                   | Рональд Гарвуд                                                 | Скафандр і метелик by Жан-Домінік Бобі                            |                 |
| Спокута                              | Крістофер Гемптон                                              | Спокута by Ієн Мак'юен                                            |                 |
| Той, що біжить за вітром             | Девід Беніофф                                                  | Ловець повітряних зміїв by Халед Хоссейні                         |                 |
| Старим тут не місце                  | Джоел Коен та Ітан Коен                                        | Старим тут не місце by Кормак Маккарті                            |                 |
| Нафта                                | Пол Томас Андерсон                                             | Нафта! by Ептон Білл Сінклер                                      |                 |
| 2008 62-а                            |                                                                |                                                                   |                 |
| Мільйонер із нетрів                  | Саймон Бьюфой                                                  | Питання — відповідь by Вікас Сваруп                               |                 |
| Загадкова історія Бенджаміна Баттона | Ерік Рот                                                       | Загадкова історія Бенджаміна Баттона by Френсіс Скотт Фіцджеральд |                 |
| Фрост проти Ніксона                  | Пітер Морган                                                   | Фрост проти Ніксона by Пітер Морган                               |                 |
| Читець                               | Девід Гейр                                                     | Читець by Бернгард Шлінк                                          |                 |
| Життя спочатку                       | Джастін Гейт                                                   | Життя спочатку by Річард Єйтс                                     |                 |
| 2009 63-а                            |                                                                |                                                                   |                 |
| Вище неба                            | Джейсон Райтман and Шелдон Тернер                              | У небі by Волтер Кірн                                             |                 |
| Дев'ятий округ                       | Нілл Блумкамп and Террі Тетчелл                                | Дев'ятий округ by Нілл Блумкамп                                   |                 |
| Виховання почуттів                   | Нік Горнбі                                                     | Виховання почуттів by Лінн Барбер                                 |                 |
| У петлі                              | Саймон Блеквелл, Джессі Армстронг, Армандо Яннуччі та Тоні Рош | Гуща подій by Армандо Яннуччі                                     |                 |
| Скарб                                | Джеффрі Флетчер                                                | Push by Сапфір                                                    |                 |

### 2010-ті
| Рік                               | Фільм                                                      | Сценарист                                                                                                 | Адаптація твору |
| --------------------------------- | ---------------------------------------------------------- | --- | --------------- |
| 2010 64-а                         |                                                            | |                 |
| Соціальна мережа                  | Аарон Соркін                                               | Мільярдери мимоволі by Бен Мезріч                                                                         |                 |
| 127 годин                         | Денні Бойл and Саймон Бьюфой                               | Між молотом і ковадлом by Арон Ралстон                                                                    |                 |
| Дівчина з татуюванням дракона     | Расмус Гейстерберг and Ніколай Арсель                      | Чоловіки, що ненавидять жінок by Стіг Ларссон                                                             |                 |
| Історія іграшок 3                 | Майкл Арндт                                                | Історія іграшок                                                                                           |                 |
| Справжня мужність                 | Joel Coen and Ethan Coen                                   | Справжня мужність by Чарльз Портіс                                                                        |                 |
| 2011 65-а                         |                                                            | |                 |
| Шпигун, вийди геть!               | Бріджит О'Коннор and Пітер Строган                         | Шпигун, вийди геть! (роман) by Джон Ле Карре                                                              |                 |
| Нащадки                           | Александер Пейн, Нат Факсон, and Джим Раш                  | Нащадки by Кауї Гарт Геммінгс                                                                             |                 |
| Прислуга                          | Тейт Тейлор                                                | Прислуга by Кетрін Стокетт                                                                                |                 |
| Березневі іди                     | Джордж Клуні, Бо Віллімон and Грант Геслов                 | Фаррагут Норт by Бо Віллімон                                                                              |                 |
| Людина, яка змінила все           | Стівен Заіллян and Аарон Соркін                            | Moneyball by Майкл Льюїс                                                                                  |                 |
| 2012 66-а                         |                                                            | |                 |
| Збірка промінців надії            | Девід Рассел                                               | Збірка промінців надії by Метью Квік                                                                      |                 |
| Арго                              | Кріс Терріо                                                | Майстер маскування by Тоні Мендес Велика втеча by Джошуа Бірмен                                           |                 |
| Звірі дикого Півдня               | Люсі Алібар and Бен Цейтлін                                | Соковиті та смачні by Люсі Алібар                                                                         |                 |
| Життя Пі                          | Девід Магі                                                 | Життя Пі by Янн Мартель                                                                                   |                 |
| Лінкольн                          | Тоні Кушнер                                                | Авраам Лінкольн. Біографія (книга) by Доріс Гудвін                                                        |                 |
| 2013 67-а                         |                                                            | |                 |
| Філомена                          | Стів Куґан and Джефф Поуп                                  | Втрачена дитина Філомени Лі by Мартін Сіксміт                                                             |                 |
| 12 років рабства                  | Джон Рідлі                                                 | 12 років рабства by Соломон Нортап                                                                        |                 |
| За канделябрами                   | Річард ЛаГравенезе                                         | За канделябрами: Моє життя з Лібераче by Скотт Торсон                                                     |                 |
| Капітан Філліпс                   | Біллі Рей                                                  | Обов'язок капітана by Річард Філліпс with Стефан Талті                                                    |                 |
| Вовк з Уолл-стріт                 | Теренс Вінтер                                              | Вовк з Уолл-стріт (книга) by Джордан Белфорт                                                              |                 |
| 2014 68-а                         |                                                            | |                 |
| Теорія всього                     | Ентоні Маккартен                                           | Подорож до нескінченності: Моє життя зі Стівеном by Джейн Гокінґ                                          |                 |
| Американський снайпер             | Джейсон Голл                                               | Американський снайпер by Кріс Кайл, Скотт Мак'юен і Джим Дефеліс                                          |                 |
| Загублена                         | Ґіліян Флінн                                               | Загублена by Ґіліян Флінн                                                                                 |                 |
| Гра в імітацію                    | Грем Мур                                                   | Алан Тьюрінг: Енігма by Ендрю Годжес                                                                      |                 |
| Пригоди Паддінгтона               | Пол Кінг                                                   | Ведмедик Паддінгтон by Майкл Бонд                                                                         |                 |
| 2015 69-а                         |                                                            | |                 |
| Гра на пониження                  | Адам Мак-Кей and Чарльз Рендольф                           | Гра на пониження by Майкл Льюїс                                                                           |                 |
| Бруклін                           | Нік Горнбі                                                 | Бруклін by Колм Тойбін                                                                                    |                 |
| Керол                             | Філліс Надь                                                | Ціна солі by Патриція Гайсміт                                                                             |                 |
| Кімната                           | Емма Доног'ю                                               | Кімната by Емма Доног'ю                                                                                   |                 |
| Стів Джобс                        | Аарон Соркін                                               | Стів Джобс by Волтер Айзексон                                                                             |                 |
| 2016 70-а                         |                                                            | |                 |
| Лев                               | Люк Дейвіс                                                 | Довга дорога додому by Сару Браєрлі and Ларрі Баттроуз                                                    |                 |
| Прибуття                          | Ерік Гейссерер                                             | Історія твого життя by Тед Чан                                                                            |                 |
| З міркувань совісті               | Ендрю Найт and Роберт Шенккан                              | Відмова від совісті by Террі Бенедикт                                                                     |                 |
| Приховані фігури                  | Еллісон Шредер and Теодор Мелфі                            | Приховані фігури by Марго Лі Шеттерлі                                                                     |                 |
| Нічні звірі                       | Том Форд                                                   | Тоні і Сьюзен by Остін Райт                                                                               |                 |
| 2017 71-а                         |                                                            | |                 |
| Назви мене своїм ім'ям            | Джеймс Айворі                                              | Назви мене своїм ім'ям by Андре Асіман                                                                    |                 |
| Смерть Сталіна                    | Армандо Яннуччі, Ян Мартін і Девід Шнайдер                 | Смерть Сталіна by Fabien Nury and Thierry Robin                                                           |                 |
| Кінозірки не вмирають у Ліверпулі | Метт Грінхолг                                              | Кінозірки не вмирають у Ліверпулі by Пітер Тернер                                                         |                 |
| Гра Моллі                         | Аарон Соркін                                               | Гра Моллі by Моллі Блум                                                                                   |                 |
| Пригоди Паддінгтона 2             | Саймон Фарнабі and Пол Кінг                                | Ведмедик Паддінгтон by Майкл Бонд                                                                         |                 |
| 2018 72-а                         |                                                            | |                 |
| Чорний куклукскланівець           | Чарлі Вахтел, Девід Рабіновіц, Кевін Вілмотт, and Спайк Лі | Чорний клановець by Рон Столлворт                                                                         |                 |
| Чи зможете Ви мені пробачити?     | Ніколь Голофсенер and Джефф Вітті                          | Чи зможете Ви мені пробачити? by Лі Ізраель                                                               |                 |
| Перша людина                      | Джош Сінгер                                                | Перша людина: Життя Ніла А. Армстронга by Джеймс Гансен                                                   |                 |
| Якби Біл-стріт могла заговорити   | Баррі Дженкінс                                             | Якби Біл-стріт могла заговорити by Джеймс Болдвін                                                         |                 |
| Народження зірки                  | Ерік Рот, Бредлі Купер і Вілл Феттерс                      | Народження зірки (фільм, 1937) by Вільям Августус Велман, Роберт Карсон, Дороті Паркер, and Алан Кемпбелл |                 |
| 2019 73-а                         |                                                            | |                 |
| Кролик Джоджо                     | Тайка Вайтіті                                              | Caging Skies by Крістін Лейненс                                                                           |                 |
| Ірландець                         | Стівен Заіллян                                             | Я чув, як ти фарбуєш будинки by Чарльз Брандт                                                             |                 |
| Джокер                            | Тодд Філліпс and Скотт Сільвер                             | Персонажі DC                                                                                              |                 |
| Маленькі жінки                    | Ґрета Ґервіґ                                               | Маленькі жінки by Луїза Мей Олкотт                                                                        |                 |
| Два Папи                          | Ентоні Маккартен                                           | Папа by Ентоні Маккартен                                                                                  |                 |

### 2020-ті
| Рік                       | Фільм                                        | Сценарист                                    | Адаптація твору |
| ------------------------- | -------------------------------------------- | -------------------------------------------- | --------------- |
| 2020 74-а                 |                                              |                                              |                 |
| Батько                    | Крістофер Гемптон and Флоріан Целлер         | п'єса Le Père by Флоріан Целлер              |                 |
| Розкопки                  | Мойра Буффіні                                | Розкопки by Джон Престон                     |                 |
| Мавританець               | Рорі Гейнс, Сохраб Ноширвані та М. Б. Тревен | Щоденник Гуантанамо by Мохаммед Ульд Слахі   |                 |
| Земля кочовиків           | Хлої Чжао                                    | Земля кочовиків by Джессіка Брудер           |                 |
| Білий тигр                | Рамін Бахрані                                | Білий тигр by Аравінд Адіга                  |                 |
| 2021 75-а                 |                                              |                                              |                 |
| У ритмі серця             | Сіан Гедер                                   | Сім'я Бельє by Вікторія Бедос                |                 |
| Сядь за кермо моєї машини | Рюсуке Хамагуті and Такамаса Ое              | Сядь за кермо моєї машини by Муракамі Харукі |                 |
| Дюна                      | Ерік Рот, Джон Спайтс, and Дені Вільнев      | Дюна by Френк Герберт                        |                 |
| Незнайома дочка           | Меггі Джилленгол                             | The Lost Daughter by Елена Ферранте          |                 |
| У руках пса               | Джейн Кемпіон                                | Влада пса by Томас Севідж                    |                 |